# Clara Porset

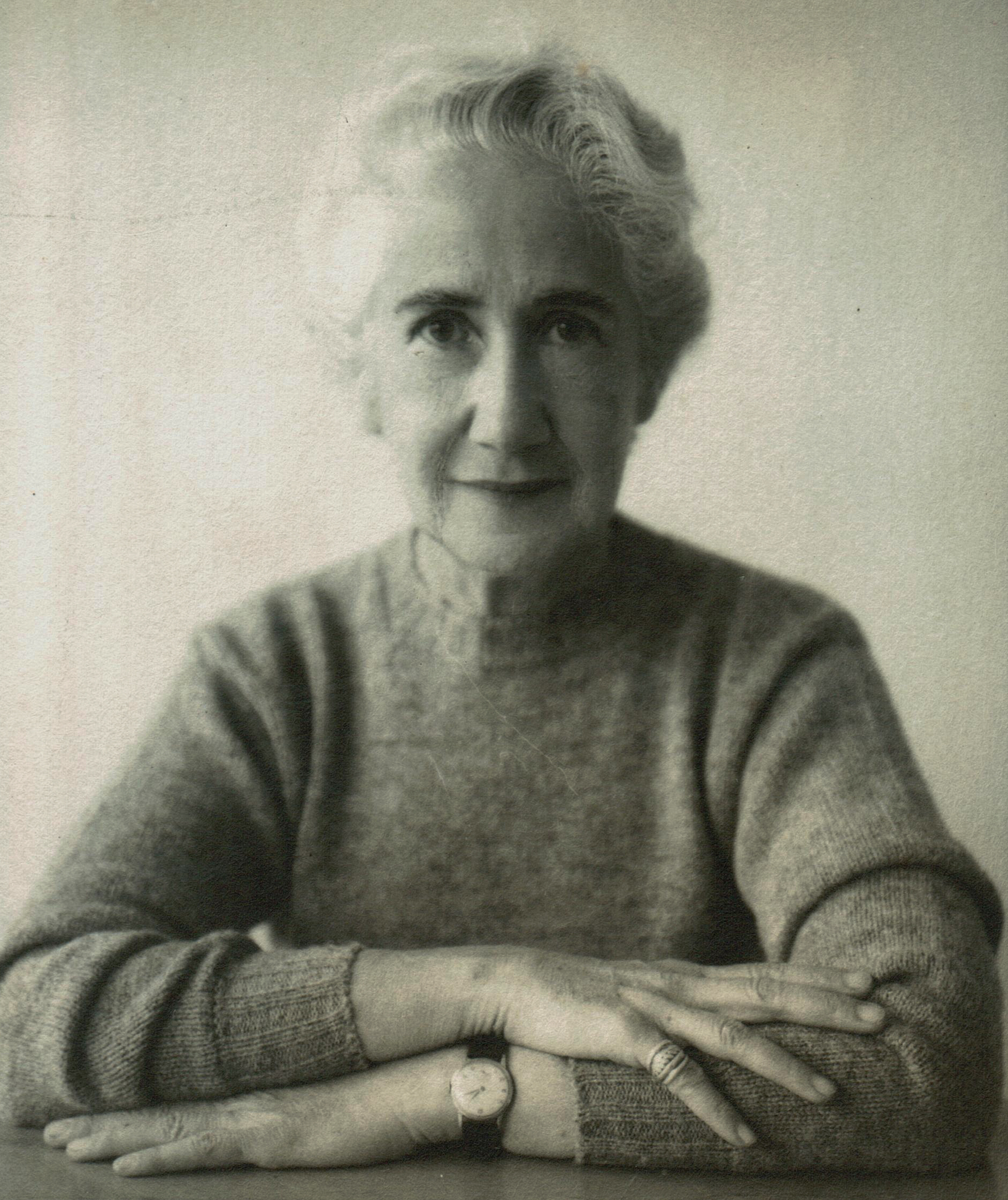
Clara Porset

Clara Porset Dumas (* 25. Mai 1895 in Matanzas; † 17. Mai 1981 in Mexiko-Stadt) war eine kubanische Möbeldesignerin und Innenarchitektin. Von 1935 bis zu ihrem Tod lebte und arbeitete sie hauptsächlich in Mexiko, wo sie als Vorreiterin des Möbeldesigns galt. Sie erhielt ihre Schulbildung in Kuba und in den Vereinigten Staaten und studierte in Frankreich und in North Carolina.

## Ausbildung
Clara Porset entstammte einer reichen kubanischen Familie, weshalb sie die Möglichkeit hatte, weit zu reisen und dabei ein breites Spektrum an künstlerischen und politischen Einflüssen kennenzulernen. Von 1911 bis 1914 studierte sie an der Manhattanville Academy in New York City, später besuchte sie Kurse in Architektur und Design in Kuba. Im Jahr 1925 kehrte sie nach New York City zurück, um an der an die Columbia University angegliederten School of Fine Arts weiter Architektur und Design sowie an der New York School of Interior Decoration Innenarchitektur zu studieren.
In den späten 1920er Jahren reiste Porset nach Europa, wo sie die Bauhaus-Lehrer Walter Gropius und Hannes Meyer traf, mit denen sie danach über viele Jahre in Kontakt blieb. Von 1928 bis 1931 studierte sie in Paris Architektur und Möbeldesign bei Henri Rapin, nahm an Kursen an der École des Beaux-Arts, der Universität Paris (Sorbonne) und der École du Louvre teil.
Kurz nach ihrer Rückkehr nach Kuba 1932 präsentierte sie eine Schrift mit dem Titel La decoración interior contemporánea su adaptación al Tropic (dt. Zeitgenössische Inneneinrichtung, ihre Anpassung an die Tropen), worin sie ihr wachsendes Interesse an der Thematik aufzeigte, die sie ihre Karriere lang begleitete. Während dieser Zeit in Kuba arbeitete Porset als Designerin. Im Sommer 1934 reiste sie nach North Carolina, wo sie am Black Mountain College bei den früheren Bauhaus-Lehrern Josef und Anni Albers studierte.

## Karriere
Während sie an verschiedenen Universitäten studierte, nutzte Porset die Sommer zum Reisen durch das westliche Kontinentaleuropa und Großbritannien. Letztlich kehrte sie nach Kuba zurück, wo sie unter anderem als Designerin für Schulmobiliar arbeitete. Währenddessen gab sie auch Kurse für die breite Öffentlichkeit, um den Menschen Kenntnisse über modernes Design zu vermitteln.
Trotz ihres Erfolgs als professionelle Designerin schrieb sie 1933 Walter Gropius von der Bauhaus-Schule, um sich dort anzumelden. Wegen der immer größeren Macht der Nationalsozialisten empfahl Gropius ihr, anstatt in Deutschland lieber in den Vereinigten Staaten bei Josef Albers am Black Mountain College zu studieren.
Nach ihrer Rückkehr nach Kuba arbeitete Porset kurze Zeit als künstlerische Leiterin der Escuela Técnica para Mujeres (Technische Schule für Frauen), aber wegen ihrer politischen Einstellung war sie gezwungen, Kuba 1935 zu verlassen. Sie siedelte nach Mexiko über, wo sie den Künstler Xavier Guerrero kennenlernte und heiratete. Durch ihn wurde sie sowohl an die Volkskunst als auch an die bekannten Künstler des Landes herangeführt, was ihr Werk beeinflussen sollte.

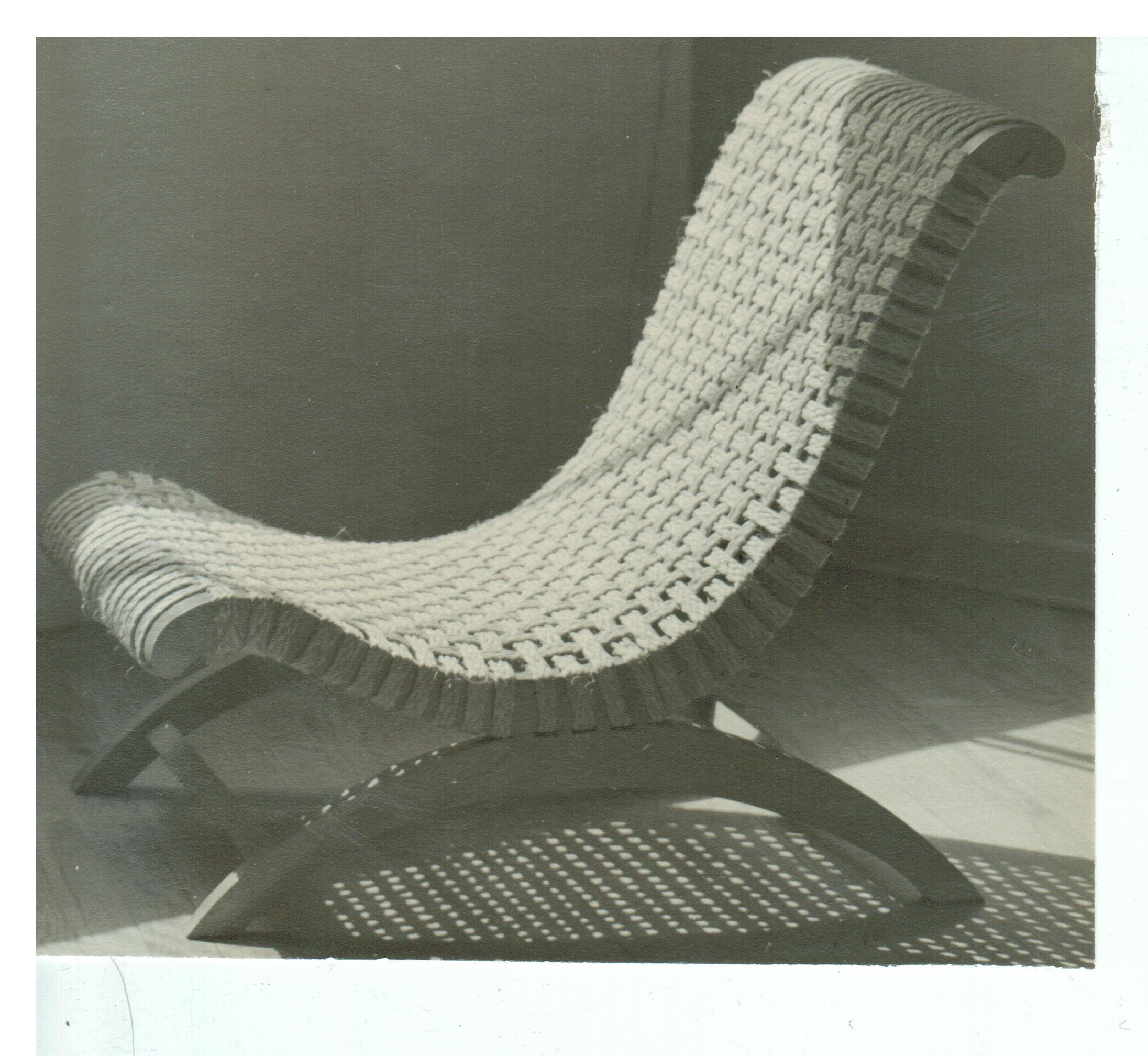
Butaque-Stuhl von Porset

Das Paar reichte gemeinsam einen Beitrag für den 1940 vom New Yorker Museum of Modern Art ausgeschriebenen Wettbewerb Organic Design in Home Furnishings (dt. Organisches Design in der Inneneinrichtung) ein. In diesem Jahr durften erstmals Lateinamerikaner an dem Wettbewerb teilnehmen. Obwohl sie mit Guerrero zusammenarbeitete, erhielt er die alleinige Anerkennung für das Design im Ausstellungskatalog. Porsets Möbeldesign setzte sich aus einheimischen mexikanischen Materialien zusammen, beispielsweise gewebten Agavenfasern, und Formen, wie beim kolonialen Butaque-Stuhl.
In den 1950er Jahren wurde sie von Ruiz Galindo Industries, das als beste Möbelmanufaktur Mexikos galt, als beste Designerin ihrer Zeit betrachtet. Sie stellten Porset ein, um Mobiliar für Architekturprojekte in ganz Mexiko zu entwerfen und zu entwickeln. Sie unterschrieb einen Vertrag für zwei Kollektionen, die E-Serie mit qualitativ hochwertigen Büromöbeln aus Holz und die H-Serie mit Büromöbeln aus Metall. Wegen ihrer Qualität wurden diese Produktionsreihen die beliebtesten Möbelkollektionen des Landes, da sie ein gutes Design hatten, langlebig und relativ günstig in der Anschaffung waren.
1952 gestaltete Porset die Ausstellung Arte en la vida diaria: exposición de objetos de buen diseño hechos en México (Kunst im Alltag: Eine Ausstellung für gute Designobjekte aus Mexiko) beim Instituto Nacional de Bellas Artes y Literatura in Mexiko-Stadt. Dabei hob sie sowohl in Handarbeit hergestellte Objekte als auch Massenprodukte hervor. Diese große Ausstellung beinhaltete Werke vieler Künstler und Designer, bspw. von Odilón Avalos, Los Castillo, José Feher, Cynthia Sargent, William Spratling und dem früheren Bauhaus-Lehrer Michael van Beuren.
Porset kehrte 1959 nach der kubanischen Revolution in ihr Heimatland zurück, wo sie vom Präsidenten Fidel Castro beauftragt wurde, Möbel für die Schule von Camilo Cienfuegos, einem institutionellen Symbol für die neue Gesellschaft nach Vorstellung der Revolutionäre, zu entwerfen. Zudem entwarf sie Möbel für einige weitere Hochschulen. 1963 kehrte sie nach Mexiko zurück, nachdem ihre Pläne, eine neue Designschule in Kuba einzurichten, nicht realisiert worden waren.
Der Designer Horacio Durán entwickelte an der Escuela Nacional de Arquitectura, die heute Teil der Nationalen Autonomen Universität von Mexiko ist, ein Programm für Industriedesign und lud Porset ein, dort ein Seminar zu leiten. Sie lehrte danach Design bis zu ihrem Lebensende.
Das Instituto Nacional de Bellas Artes erkannte Porset als Vorreiterin des modernen, mexikanischen Designs an, indem es ihr 1971 eine Goldmedaille verlieh. Außerdem wird seit 1993 der Clara-Porset-Design-Preis an mexikanische Design-Studierende verliehen.

## Vermächtnis
Porset lebte in Mexiko-Stadt. Zum Ende ihrer Karriere hin vermachte sie ihre Schriften und ihre Sammlung der Abteilung für Industriedesign in der Architekturfakultät an der Nationalen Autonomen Universität von Mexiko, damit Designer sie nutzen können. Mit dem Erlös aus dem Verkauf ihres Hauses sollte ein Graduiertenstipendium für Studentinnen geschaffen werden. Das Stipendium wurde anschließend in den Clara Porset Award umgewandelt, einen dotierten Preis für das beste Industriedesign-Projekt, welches von Studentinnen aus der ganzen Welt eingereicht werden kann. Rund um ihre gestiftete Sammlung wurde die Biblioteca Clara Porset aufgebaut, die heute als beste Design-Bibliothek Mexikos gilt.